# Yenimahalle (Pendik)
Pour les articles homonymes, voir Yenimahalle.
Yenimahalle est un quartier du district de Pendik de la métropole d'Istanbul.